# 福阿德·阿贾米
福阿德·A·阿贾米（英語：Fouad A. Ajami，1945年9月18日—2014年6月22日），是一位黎巴嫩裔-美国教授、作家。他是斯坦福大学胡佛研究所的高级教授。
他也是伊拉克战争的支持者，并在CNN节目中多次出现。2014年，他因前列腺癌死于美国缅因州，享年68岁。